# Óvgoros
Óvgoros är en ort i Cypern.   Den ligger i distriktet Eparchía Ammochóstou, i den östra delen av landet, 60 km öster om huvudstaden Nicosia. Óvgoros ligger 141 meter över havet och antalet invånare är 202. Den ligger på ön Cypern.
Terrängen runt Óvgoros är platt åt sydost, men åt nordväst är den kuperad.Trakten runt Óvgoros är ganska glesbefolkad, med 25 invånare per kvadratkilometer. Närmaste större samhälle är Tríkomo, 9,8 km söder om Óvgoros. Trakten runt Óvgoros är i huvudsak ett öppet busklandskap.